# Saïd Taghmaoui

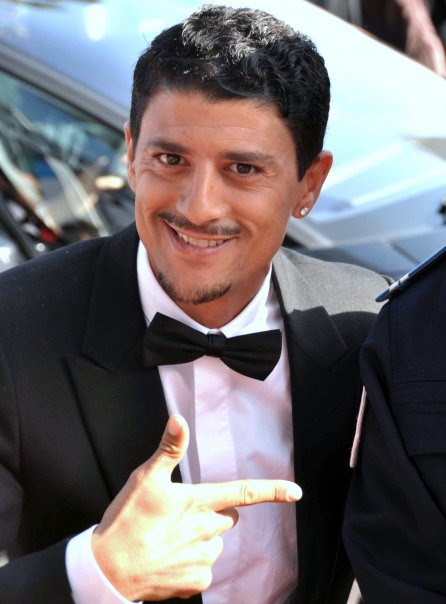
Saïd Taghmaoui på Cannes filmfestival (2009).

Saïd Taghmaoui, född 19 juli 1973 i Villepinte i Seine-Saint-Denis, är en fransk-marockansk skådespelare. 
Taghmaoui är kanske främst känd från Mathieu Kassovitz film Medan vi faller (1995). Han har sedan dess medverkat i en rad stora filmer, både i Frankrike, Marocko och i resten av världen. Han har bland annat även varit med i filmen Traitor från 2008 där han spelar terroristen Omar. Han har marockanskt ursprung.

## Filmografi i urval
- 1995 – Medan vi faller
- 2004 – Hidalgo
- 2006 – O Jerusalem
- 2007 – Flyga drake
- 2008 – Vantage Point
- 2008 – Traitor
- 2009 – G.I. Joe: The Rise of Cobra
- 2011 – Conan the Barbarian
- 2013 – American Hustle
- 2017 – Wonder Woman
- 2025 – Tin Soldier